# Sekundærerhverv
Sekundære erhverv er erhverv, hvor man bearbejder råstoffer. De sekundære erhverv bliver også kaldt de forarbejdende erhverv, fordi det er disse erhverv, der forarbejder råvarerne. De omfatter de varefremstillende erhverv, der ikke er placeret blandt de primære erhverv - idet de tertiære erhverv ikke fremstiller varer, men tjenester. Industri (inklusive håndværk, der i Nationalregnskabet ikke opfattes som et selvstændigt erhverv, men indgår som en del af industrien), forsyningsvirksomheder (dvs. virksomheder, der står for fremstilling og/eller distribution af elektricitet, varme, gas, vand o.l.) samt bygge- og anlægsbranchen udgør tilsammen de sekundære erhverv i et land som Danmark.
Sekundære erhverv udgør i Vesten ofte omkring en fjerdedel af et lands beskæftigelse. I Danmark beskæftigede de i 2010 tilsammen 18,5 % af alle beskæftigede og fremstillede varer, hvis værdi udgjorde 18,6 % af den samlede danske bruttoværditilvækst (BVT). Det udgør et betydeligt fald i forhold til tidligere. I 1966 var således 36,6 % af den samlede beskæftigelse og 33,1 % af bruttoværditilvæksten i de sekundære erhverv. Dette er et udtryk for den generelle erhvervsudvikling, der har været i den vestlige verden i de seneste par hundrede år. I takt med den økonomiske vækst er erhvervsstrukturen ændret, hvilket har medført, at de sekundære erhverv (primært industrien) først er vokset på bekostning af de primære erhverv, men siden er faldet relativt i betydning i forhold til de tertiære erhverv, der i dag står for langt den største del af den samlede beskæftigelse og værditilvækst i lande som Danmark.